# Abyek (Verwaltungsbezirk)
Abyek (persisch شهرستان آبیک) ist ein Schahrestan in der Provinz Qazvin im Iran. Er enthält die Stadt Abyek, welche die Hauptstadt des Verwaltungsbezirks ist. 

## Demografie
Bei der Volkszählung 2016 betrug die Einwohnerzahl des Schahrestan 94.536. Die Alphabetisierung lag bei 89 Prozent der Bevölkerung. Knapp 67 Prozent der Bevölkerung lebten in urbanen Regionen.
| Zensusjahr | Einwohnerzahl |
| ---------- | ------------- |
| 2011       | 93.844        |
| 2016       | 94.536        |